# オダリスク (フォルトゥーニの1861年の絵画)
『オダリスク』（The Odalisque）は、バルセロナのカタルーニャ美術館で展示されているマリアノ・フォルトゥーニの絵画。

## 概要
作者のマリアノ・フォルトゥーニは1857年にカタルーニャの政府から奨学金を得てローマに留学したが、奨学金支給の条件にはローマで、有名な作品の複製画か歴史画を描いて議会に提出する義務があった。この作品は1862年に描かれ、議会に提出された作品であるが、1859年に州政府の要請で、モロッコに従軍画家として滞在した影響で「オリエンタリズム」の画家として活動するフォルトゥーニのスタイルが現れた作品になった。
同様にオダリスク（女奴隷）を描いたドミニク・アングルの『グランド・オダリスク』(1814)やエドゥアルド・ロサレスの『眠る女』(1865/1870)などと共通する要素が指摘される作品である。

## ギャラリー

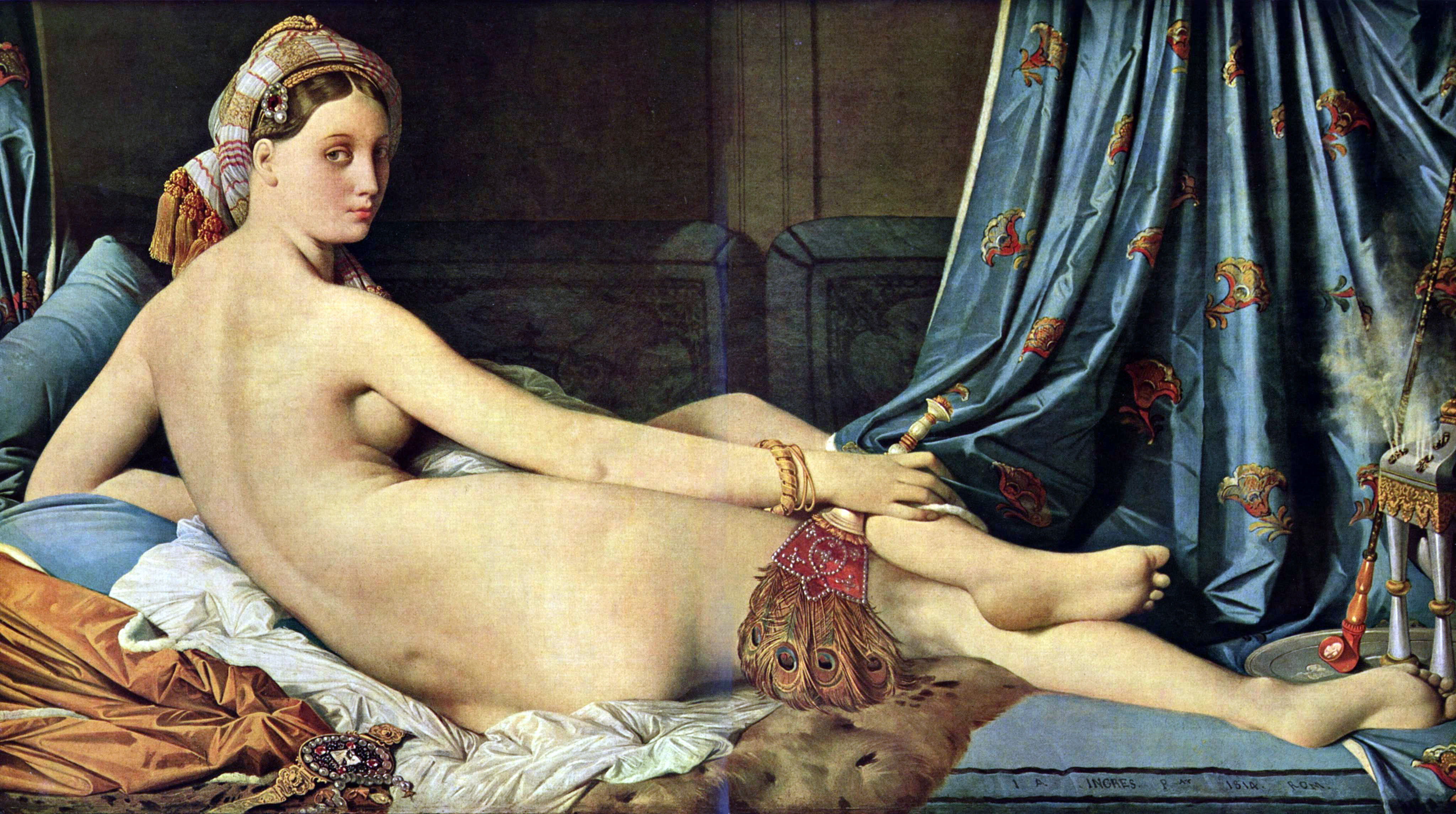
ドミニク・アングル 『グランド・オダリスク』(1814)
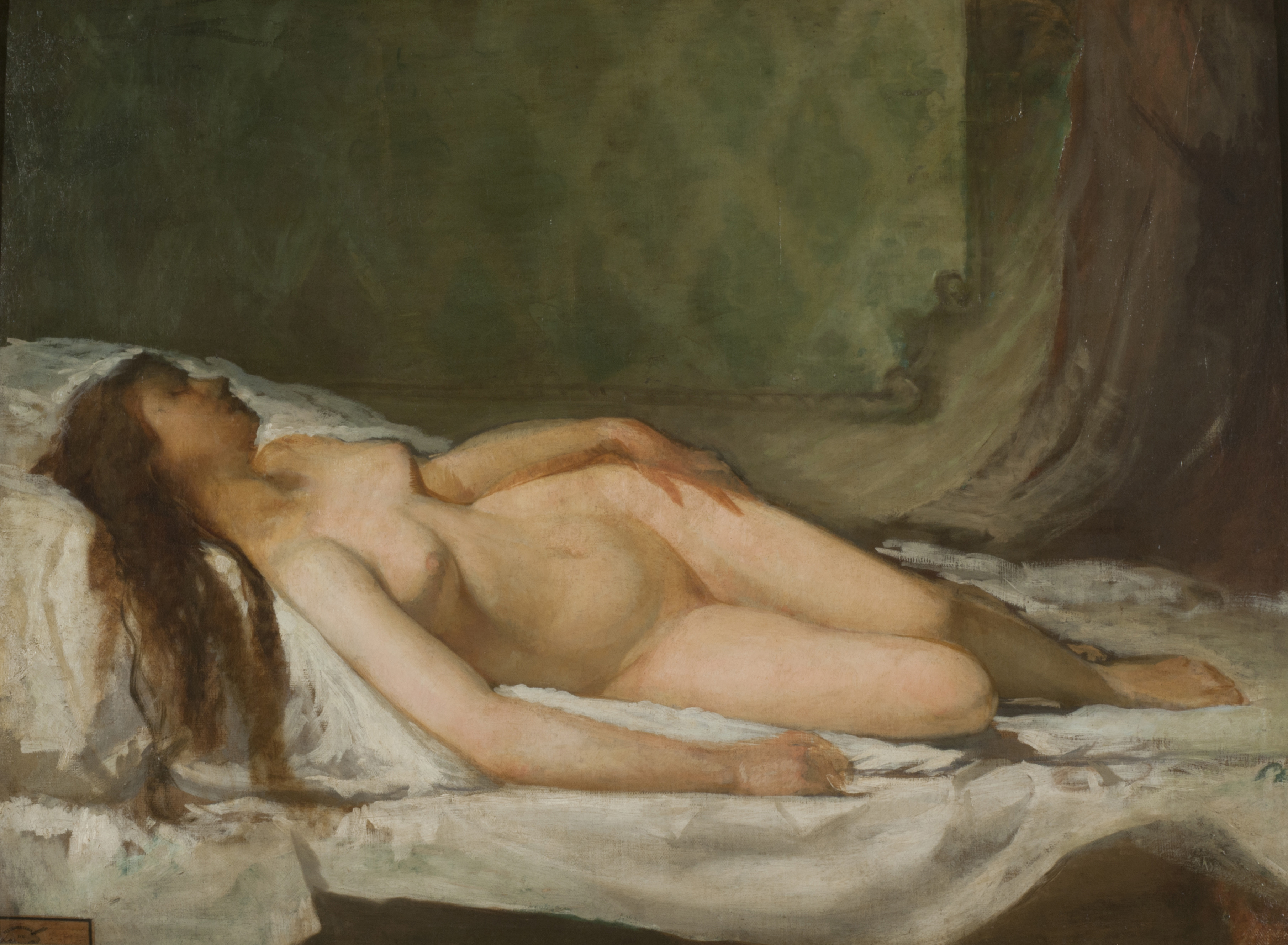
エドゥアルド・ロサレス 『眠る女』(1865/1870)